# ゼファー (不動産会社)
株式会社ゼファーは、東京都千代田区に本社を置く不動産会社。
分譲マンション、戸建て住宅の企画・開発・販売を行う「不動産分譲事業」及び、カンボジアにおける不動産開発事業を手掛けている。かつては不動産の証券化・流動化及び「CM事業」（建設事業）もしていた。
不動産に対する金融機関からの融資の手控えなどのあおりを受け、2008年7月18日に民事再生法の適用を申請し経営破綻した。

## 沿革
- 1994年 - 株式会社和幸開発を設立。
- 1995年 - 第1号分譲マンション「ゼファー川口芝西公園」竣工。
- 1996年 - 社名を「株式会社ゼファー」に変更。
- 2000年 - 日本証券業協会に株式を店頭登録。
- 2001年 - CM事業部を設立し、建設業に参入。東京証券取引所第2部に株式を上場。
- 2002年 - 不動産流動化事業を本格稼動。
- 2004年 - 東京証券取引所第1部に指定換え。
- 2005年 - 国際規格「ISO 9001：2000」認証取得。
- 2005年 - SBIホールディングスと資本提携。
- 2006年 - 近藤産業を子会社化。
- 2008年5月 - 近藤産業が破産手続き開始を申し立て。貸付金及び債務保証の合計118億8,100万円が回収不能となる見込み。
- 2008年7月 - 東京地方裁判所に民事再生法の適用を申請、経営破綻。負債総額は949億4,800万円。
- 2009年2月 - 再生計画案の認可決定。
- 2011年7月 - 民事再生手続終結。
- 2018年3月 - 本社移転

## 関連会社
- ZEPHYR (CAMBODIA) Co., Ltd.

### かつての関連会社
- 株式会社ゼファーランコム - 販売代理業／仲介事業／分譲事業
- 株式会社ゼファーコミュニティー - 不動産管理業（分譲・賃貸）／ビルメンテナンス業／損保代理店業。2009年1月、野村不動産グループの野村リビングサポート（現・野村不動産パートナーズ）が全株式を取得、翌年9月に同社と合併した。
- 株式会社ゼファー不動産投資顧問 - 不動産物件調査業務、ファンドアレジメント業務、アセットマネジメント業務、プロパティマネジメント業務
- 近藤産業株式会社 - 不動産総合デベロッパー、2008年5月破産。